# Abramo Albini
Abramo Albini, född 29 januari 1948 i Garzeno, är en italiensk före detta roddare.
Albini blev olympisk bronsmedaljör i fyra utan styrman vid sommarspelen 1968 i Mexico City.